# Mura di Montenero d'Orcia

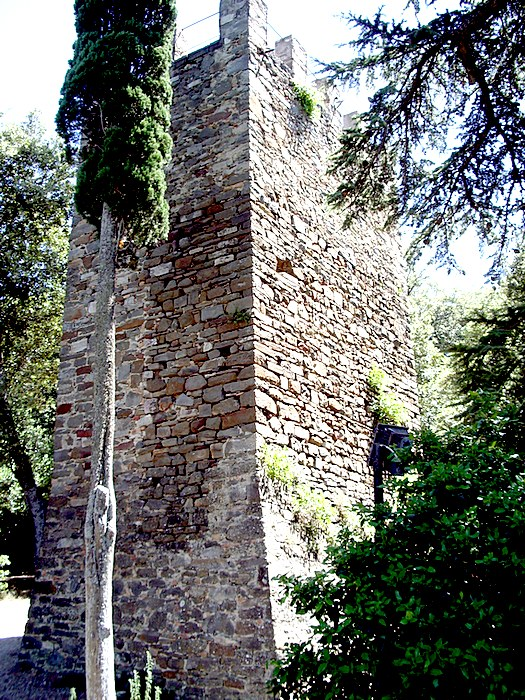
La torre del Cassero Senese

Le mura di Montenero d'Orcia costituiscono il sistema murario difensivo del borgo di Montenero d'Orcia, frazione del comune italiano di Castel del Piano, nella provincia di Grosseto, in Toscana.

## Storia
La cinta muraria fu costruita a partire dal X secolo e modificata più volte fino all'impianto definitivo del XIII secolo, che andò a racchiudere interamente il borgo di Montenero d'Orcia. L'ultimazione dei lavori si concluse con la realizzazione del Cassero Senese.
Nel corso del XV secolo, i Senesi effettuarono una serie di interventi di restauro conservativo dell'intero sistema difensivo.
Nei secoli successivi, l'architettura militare ha subito alcuni interventi di modifica, ristrutturazione e rimaneggiamento.

## Descrizione
Le mura  delimitano, in parte, il borgo di origini medievali.
La cinta muraria presenta alcuni tratti a vista, altri addossati o incorporati in altri fabbricati, oltre ad alcune soluzioni di continuità, ben ravvisabili nell'area del Cassero Senese che ne è rimasto isolato.
I tratti a vista si caratterizzano per i tipici rivestimenti in pietra di epoca medievale, gran parte dei quali risalenti al XIII secolo. Il tratto meglio conservato delle mura è quello che comprende la doppia porta di accesso al borgo, costituita da caratteristici archi tondi.
Del Cassero Senese rimane una torre, parzialmente alterata, situata nel cuore del parco attiguo.